# Haló noviny
Haló noviny – czeski dziennik o charakterze lewicowym, wydawany przez Futura, a.s. Jest związany z Komunistyczną Partią Czech i Moraw.
Został założony w 1991 roku.